# تشاد كيسلر
تشاد كيسلر (بالإنجليزية: Chad Kessler)‏ هو لاعب كرة قدم أمريكية أمريكي، ولد في 24 يونيو 1975 في أورلاندو في الولايات المتحدة.

## روابط خارجية
- تشاد كيسلر على موقع كلية كرة القدم في سبورتس رفرنس.كوم (الإنجليزية)